# Шмотов, Анатолий Петрович
Анатолий Петрович Шмотов (8 мая 1927, г. Черемхово, Иркутская обл. — 21 ноября 2013, Иркутск) — советский геолог, петрограф, специалист в области геологии месторождений золотоносных пород; доцент, кандидат геолого-минералогических наук.

## Биография
В 1953 г. окончил геологический факультет Иркутского государственного университета по специальности «геология». С  1953-1995 гг. – работал в Институте Земной Коры (Восточно-Сибирского геологического института СО АН СССР). В 1972-1986 гг.- заведующий лабораторией геологии и металлогении докембрия СО АН СССР.  В 1961 г. защитил кандидатскую диссертацию на тему «Скарны и другие контактовые образования Юго-Западного Забайкалья».
Специалист в области метаморфизма, метасоматоза и металлогении древнейших пород Саяно-Байкальской и Витимской горных областей. Работы посвящены изучению вещественного состава метаморфических и магматических комплексов, метасоматических процессов и их влияния на формирование золотосульфидного оруденения. Значительная часть работ посвящена скарнам и другим контактовым образованиям, связанным с мезозойским и каледонским магматизмом  Юго-Западного Забайкалья и Восточного Саяна. Выяснены типы и характер рудоносности скарнов, определены перспективы их поисков и разведки.
Принимал участие в работах Советско-Монгольской экспедиции по изучению условий возникновения и последствий Гоби-Алтайского землетрясения и в подготовке коллективной монографии «Гоби-Алтайское  землетрясение». Возглавлял крупные комплексные экспедиции института по изучению Прибайкалья (1946-1966 гг.), Кодаро-Удоканского района (1966-1969), материалы которых использовались при строительстве БАМ.
В 1990-1994 гг. Участвовал в работах по изучению соотношения пород кристаллического фундамента Гарганской глыбы с породами кровли (Восточных Саян), регионального и локального приразломного метаморфизма региона, геолого-геохимических особенностей Зун-Холбинского золотосульфидного месторождения.

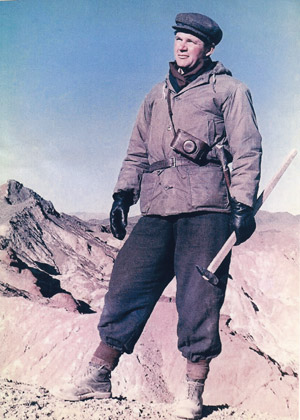
Шмотов Анатолий Петрович в экспедиции. Гобийский Алтай, Монголия, 1958 г.

Автор и соавтор около 70 научных работ, в том числе восьми монографий.